# James Shepherd
James Shepherd fue un marino escocés que luchó al servicio de la marina del Imperio del Brasil durante la guerra de independencia de esa nación y en la guerra con la República Argentina.

## Biografía
James Shepherd se formó en la marina mercante británica, incorporándose luego a la escuadra que al mando del almirante Thomas Alexander Cochrane apoyó la Expedición Libertadora del Perú al mando del general José de San Martín.
Tras la victoria siguió en 1823 a su comandante al Brasil siendo incorporado a la armada imperial con el grado de teniente 1.º por decreto del 21 de marzo de ese año, seis meses después del llamado grito de Ipiranga. Durante la Guerra de Independencia de Brasil participó en el bloqueo de Bahía a bordo del Pedro I, siendo herido el 4 de mayo durante la lucha contra los portugueses.
Asegurada la independencia brasilera viajó en 1825 como oficial de la fragata Piranga (capitán Crosbie) a Portsmouth conduciendo al almirante Cochrane, que se retiraba del servicio.
En ese puerto, Crosbie resolvió también retirarse del servicio por lo que Shepherd fue nombrado capitán del buque, con el que regresó a Río de Janeiro, donde reclutó británicos al servicio de la marina del imperio.
De regreso en Brasil fue confirmado en el mando del buque y ascendido al grado de capitán de fragata. Iniciada ya la guerra del Brasil con la República Argentina, Sheperd fue destinado a las fuerzas navales del Imperio que operaban en el Río de la Plata como comandante de banderas del almirante Rodrigo Pinto Guedes.
Fue puesto al mando de la expedición dirigida contra Carmen de Patagones en procura de neutralizar la actividad de los corsarios al servicio de la Argentina. Para esa campaña fue transferido a la corbeta Duqueza de Goyas. 
Lo secundaban la corbeta Itaparica, al mando de Guillermo Eyre (segundo al mando), el bergantín Escudeiro comandado por Luis Pouthier y la goleta Constanza, al mando de Joaquim Marques Lisboa.
En el combate que tuvo lugar en cerro de la Caballada el 7 de marzo de 1827, durante la batalla de Carmen de Patagones, en la cual la fuerza imperial fue completamente derrotada, Shepherd murió en combate.
Era conocido como de "férrea disciplina pero carente de imaginación".